# Aura bevásárlóközpont (Szurgut)
Az Aura bevásárlóközpont (orosz nyelven: Торгово-развлекательный центр «Аура» – ТРЦ «Аура» Сургут) Oroszországban, a nyugat-szibériai Szurgutban épült, 2012-ben megnyitott „mall” típusú szórakoztató- és bevásárlóközpont. Az épület teljes területe 95 000 négyzetméter, kereskedelmi felülete 65 000 négyzetméter.

## Ismertetése
A Neftyejuganszkij út és az Aeroflot utca kereszteződésénél, a város bejáratánál épült és 2012. november 3-án nyílt meg. A kétszintes épület teljes területe 95 000 m², ebből a kereskedelmi (bérbeadható) terület 65 000 m². Az épület dizájnja egy amerikai és egy holland cég közös munkája. A tervezés során figyelembe vették Szurgut szélsőséges éghajlati adottságait. 
A horgonybérlők, illetve legnagyobb bérlők: az „Okay” élelmiszer szupermarket (11 300 m²), a „Karo 8 Aura” multiplex mozi (3500 m²), a „Kosmic” szórakotatóközpont (2400 m²), a „Gyermekvilág”. Összesen több mint 175 üzlet és szolgáltatás található a bevásárlóközpontban, köztük ismert gyorsétterem-láncok  és nagy divatmárkák üzletei is. A parkolókban 2500 gépkocsi számára van hely.
2019-ben a tulajdonos török Renaissance Development cég eladta a jaroszlavli és a szurguti két, Aura nevű bevásárlóközpontját. Az új tulajdonos az orosz MallTech ingatlanfejlesztő cég lett. A MallTech már korábban, 2013-ban megvásárolta a novoszibirszki Aurát, a három Aura bevásárlóközpont közül a legnagyobbat. Tulajdonában van még a krasznojarszki Planyeta és a novokuznyecki Planyeta bevásárlóközpont, és van bevásárlóközpontja más városokban is. Érdekesség, hogy a szurguti és a jaroszlavli Aura nincs feltüntetve a MallTech weblapján a saját létesítmények között.